# Goniothalamus cylindrostigma
Goniothalamus cylindrostigma là loài thực vật có hoa thuộc họ Na. Loài này được Airy Shaw mô tả khoa học đầu tiên năm 1939.